# ホコシダ

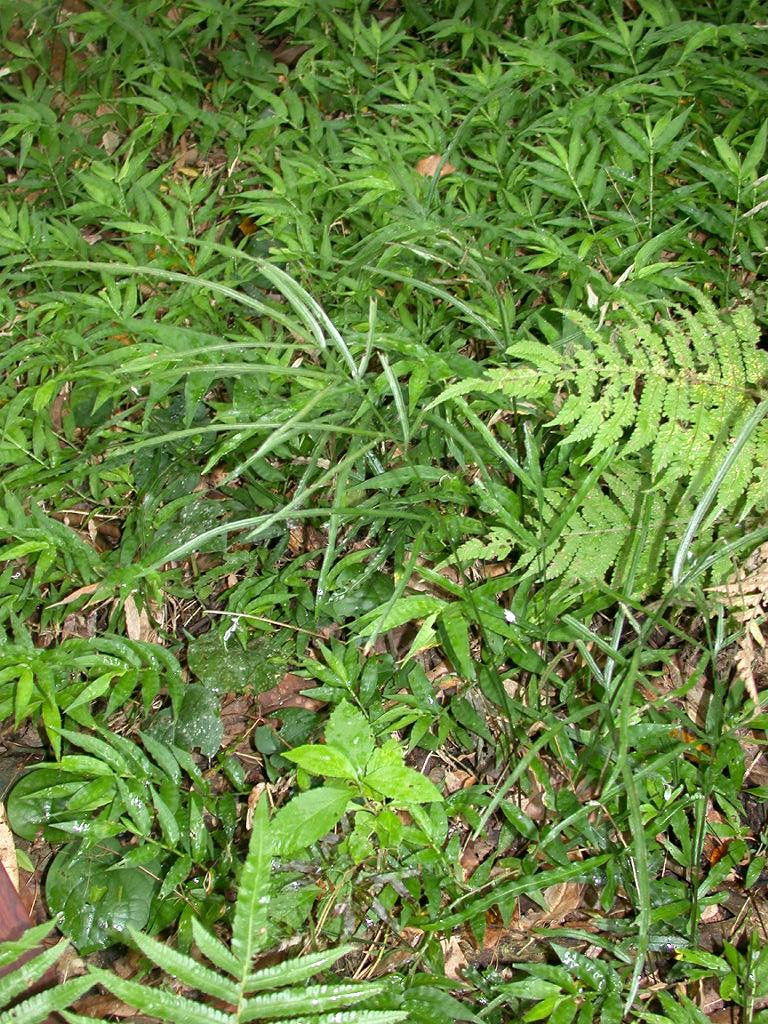
胞子葉（同）
中央付近の細いもの

ホコシダ（鉾羊歯、学名：Pteris ensiformis Burm.f.）は、イノモトソウ科イノモトソウ属のシダ植物。細長い羽片をつけ、イノモトソウなどに似るが、栄養葉の側羽片が裂ける。欧米で古くから栽培され、斑入り品などがある。

## 名称
和名は鉾シダの意で、葉の形を鉾に見立てたものである。
中国名は、「劍葉鳳尾蕨（箭葉鳳尾蕨）」と表記する。

## 分布と生育環境
日本では九州南部から琉球列島にあり、国外では中国南部以南、東南アジアからオセアニアにかけて、広く分布する。
日本では日当たりのいい山麓ややや乾燥した疎林の林床、また道ばたの石垣などにも生える。沖縄では「日当たりのよいやや湿った所に多く見られる」とも。

## 特徴
常緑性の多年生草本。根茎は短く匍匐し、多くの葉を密生する。根茎には暗褐色で披針形、縁が滑らかな鱗片を付ける。葉柄は細長くて藁色、下部は緑色で無毛。
葉には2形がはっきりしている。葉の裏面に胞子嚢群がつかない栄養葉、胞子嚢群がつく胞子葉共に2回羽状複葉だが、特に胞子葉で頂羽片が細長くて羽状に裂けないため、その見かけはイノモトソウなどに似て見え、ハチジョウシダ類やアマクサシダなどとは大きく異なる。
栄養葉は葉柄が長さ6 - 10センチメートル (cm)、葉身は葉柄より長くて2回羽状複葉、葉質は草質で無毛。側羽片は2 - 5対、羽状になって小羽片は楕円形から狭披針形、葉片は鈍頭で、先端は丸いか尖る。
胞子葉は栄養葉より遙かに長く、高く立ち上がって、抜き出て伸びる。葉柄が15 - 25 cmある。葉身は二回羽状複葉、側羽片は3 - 5対。下の方の側羽片には短い柄があり、頂羽片は特に細長く伸びる。羽片の幅は2 - 6ミリメートル (mm)、側面は長く、羽片の基部と先端付近を除いて縁全体に繋がって存在する。胞子嚢群のない部分の縁には細かな鋸歯がある。

## 近似種など
イノモトソウ属には多くの種があるが、本種は側羽片が少なく、頂羽片が羽裂しないので、外見的にはイノモトソウなどによく似ている。本種はその中で二回羽状複葉になる点で、日本産の他種とは区別出来る。

## 利用
中国では薬用として利用され、解熱、利尿、下痢止めなどに、また外薬として湿布などにも使われる。
欧米では古くからオオバノイノモトソウなどと共に観葉植物として扱われた。栽培品種である和名フイリイノモトソウ (cv. Victoriae、標準和名：フイリホコシダ、別名：ビクトリアエ、学名：Pteris ensiformis Burm.f. var. victoriae Baker、中国名：白羽鳳尾蕨) は、ヨーロッパで作出されて明治末期に日本に持ち込まれた。葉脈沿いに白い斑が入る美麗種で、鑑賞価値は高い。

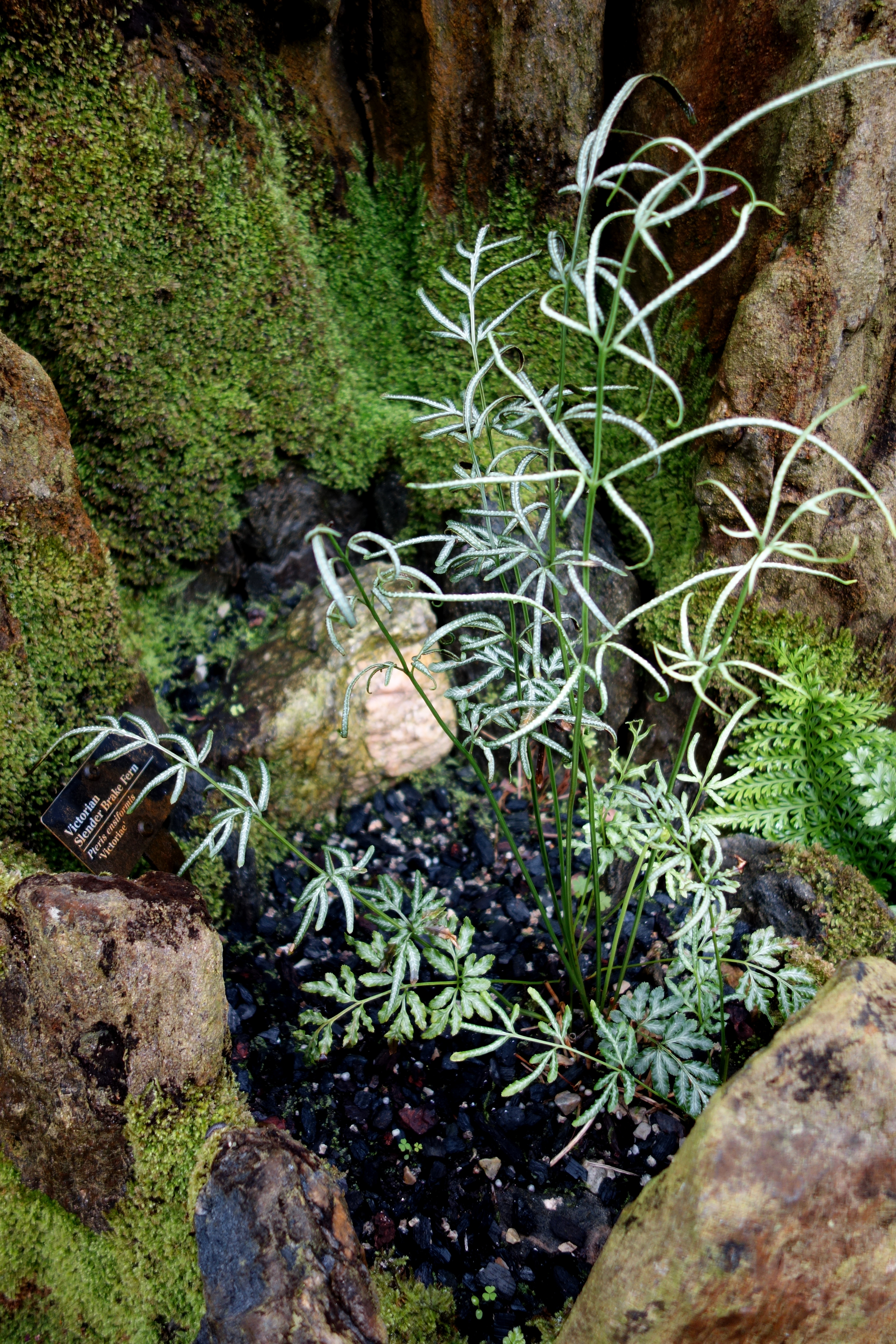
フイリイノモトソウ
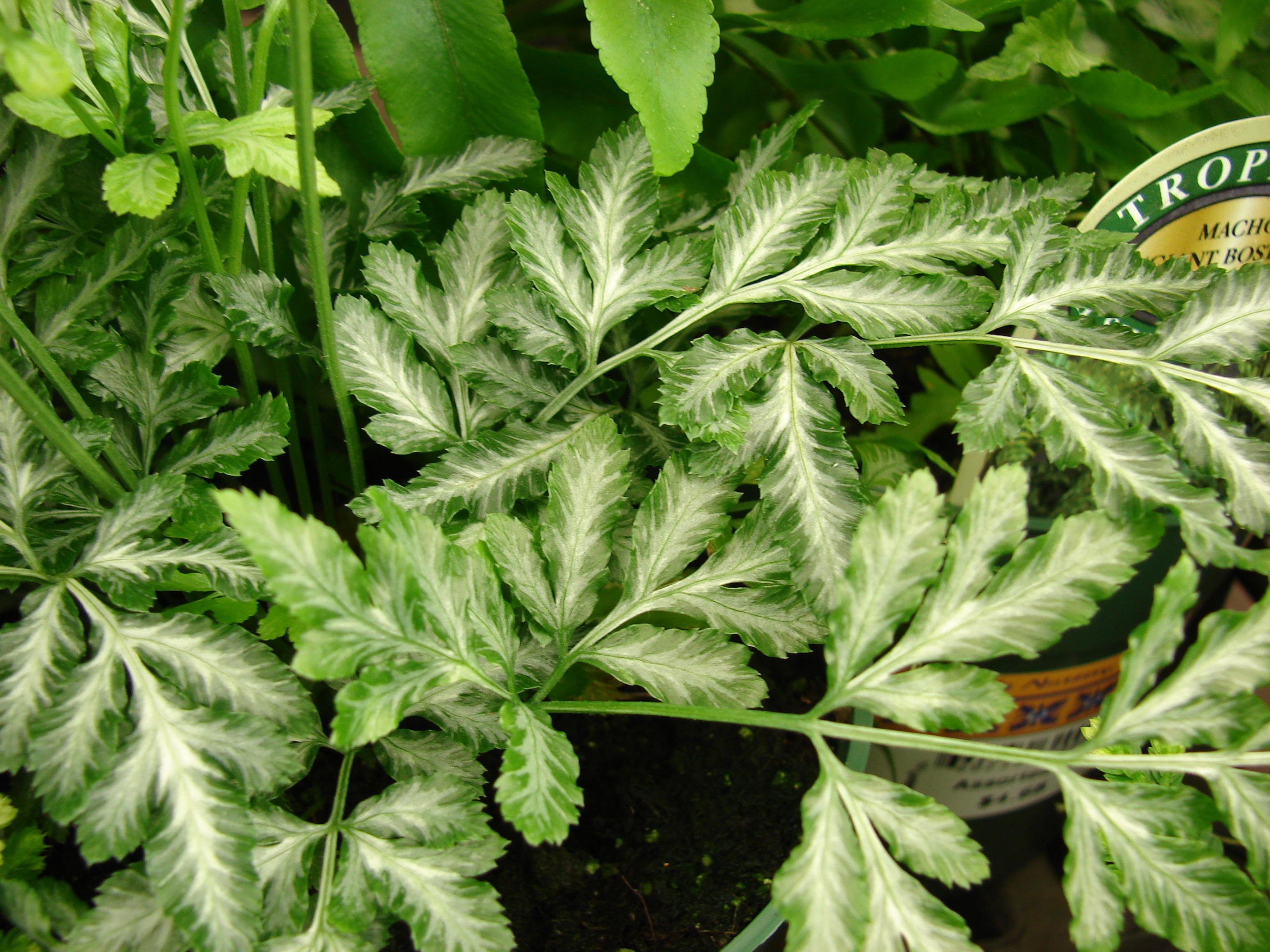
同・栄養葉